# Каталін Кукош
Каталін Кукош (рум. Cătălin Cucoș; нар. 29 вересня 2003, Кишинів, Молдова) — молдовський футболіст, захисник ковалівського «Колосу».

## Клубна кар'єра

### «Зімбру»
Вихованець футбольної академії кишинівського клубу «Зімбру», в якій займався з 6-річного віку. У липні 2022 року футболіст перебрався до молодіжної команди клубу. На початку 2023 року почав тренуватися разом із основною командою клубу. Дебютував за клуб 5 квітня 2023 року у матчі Кубку Молдови проти клубу «Сфинтул Георге», в якому вийшов на заміну на 30-й хвилині. Дебютний матч у молдовській Суперлізі зіграв 15 квітня 2023 року проти клубу «Бєльців». За підсумками дебютного сезону разом із клубом став бронзовим призером чемпіонату.

### «Колос»
У липні 2023 року перейшов до «Колосу», з яким уклав однорічний контракт.

## Кар'єра в збірній
У вересні 2022 року отримав виклик до молодіжної збірної Молдови. У листопаді 2023 року зіграв 2 товариські матчі за юнацьку збірну Молдови (U-20) років проти однолітків з Індонезії. Дебютний матч за молодіжну збірну зіграв 24 березня 2023 проти збірної Косова. У червні 2023 року футболіст разом із збірною вирушив на кваліфікаційні поєдинки молодіжного чемпіонату Європи. Єдиний матч на турнірі зіграв 15 червня 2023 проти збірної Гібралтару.